# Андреевский скит (Афон)
Андреевский скит (греч. Σκήτη Αγίου Ανδρέα) — общежительный скит близ Карье — административного центра Афона, в Греции. Является зависимым от греческого монастыря Ватопед.

## История
Основанием для скита послужила уединённая келия «Мониндрия» в честь преподобного Антония Великого, существовавшая с X века. В 1651 году патриарх Константинопольский Афанасий III Пателларий, удалившийся на покой, избрал келию для своего проживания, но вскоре вынужден был покинуть Афон сначала будучи восстановленным на константинопольской кафедре, а позднее вызванным в Москву для устроения церковных дел, где и скончался в 1654 году в Лубенском Преображенском монастыре Полтавской епархии. Личная келейная икона патриарха «В скорбех и печалех Утешение» позднее была передана в Ватопедский монастырь, а в 1849 году возвращена в скит, где почиталась в качестве святыни.
В 1761 году на Афон прибыл для проживания на покое другой константинопольский патриарх Серафим Анина, который приобрёл келию Антония Великого и воздвиг в ней красивый трёхэтажный дом, устроив в нём на первом этаже церковь святого Андрея Первозванного и преподобного Антония Великого, а на втором этаже — церковь в честь Покрова Пресвятой Богородицы. Келия за свой величественный вид получила среди афонитов новое наименование — Серай («красивый дворец»). Патриарх Серафим так же как и его предшественник по политическим обстоятельствам выехал в Россию и по дороге также скончался в Лубенском монастыре. Оставшийся в келии после отъезда патриарха архидиакон, узнав о смерти святителя, переселился в Ватопедский монастырь и за дарование ему там приюта передал Серай в ведение Ватопеду. После этого Серайская келия пришла постепенно в запустение.
В 1830-х годах на Афон из России прибыли инок Виссарион (Толмачев) и Варсонофий (Вавилов) († 1850), которые первоначально поселились в Иверском монастыре, а позднее, ища уединения, проживали в Преображенской и Свято-Троицкой келиях, а также в Ильинском скиту. После рукоположения в сан иеромонахов и принятия схимы Виссарион и Варсонофий проявили желание устроить собственный скит. В 1841 году они приобрели у Ватопедского монастыря Серайскую келию, собрали в ней около 20 русских монахов и благоустроили скитское общежитие. В 1845 году, после посещения Афона Великим князем Константиноном Николаевичем, начались переговоры о получении разрешения на устройство русского скита.

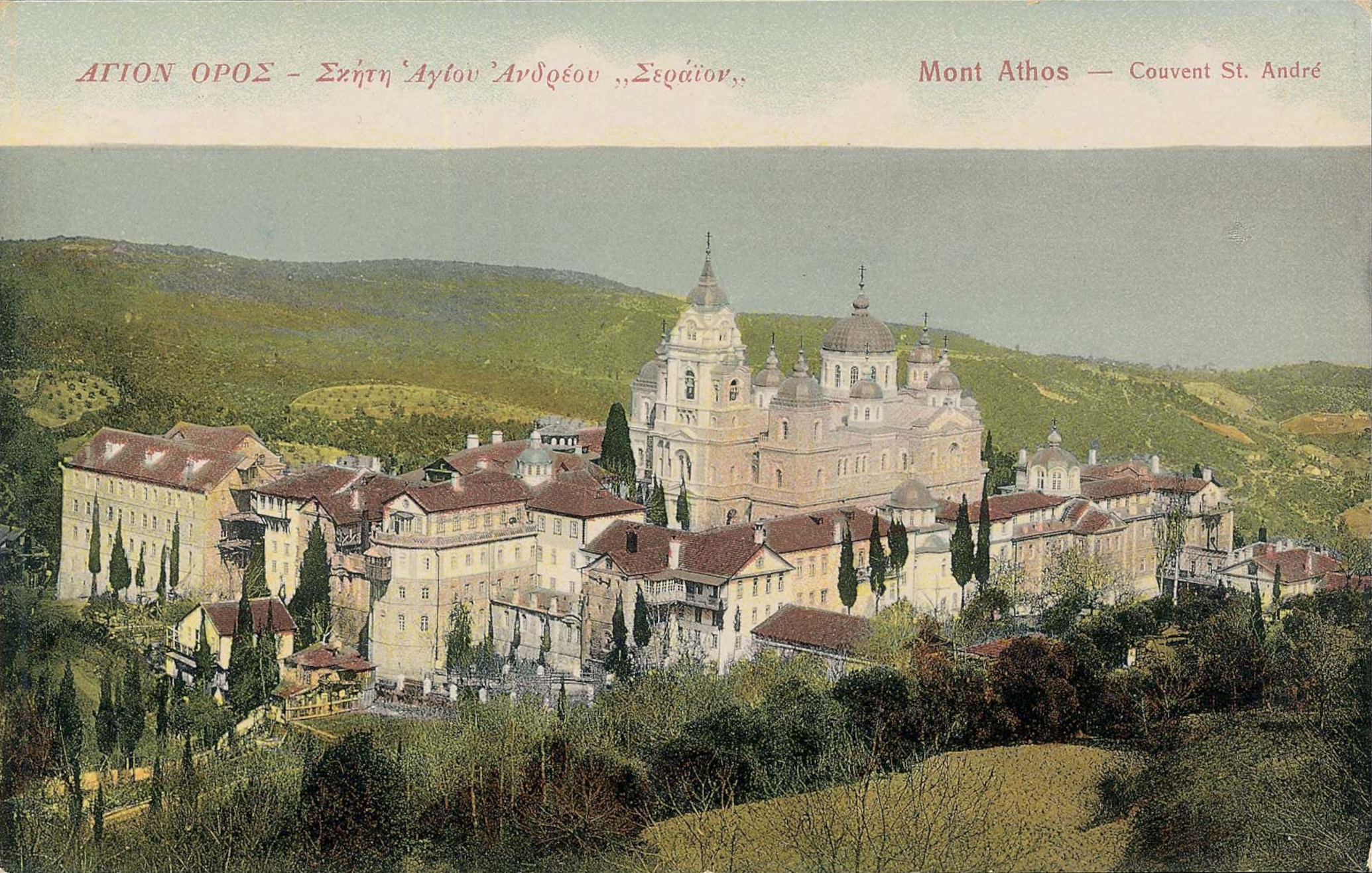
Андреевский скит на Афоне. Открытка, около 1910 г.

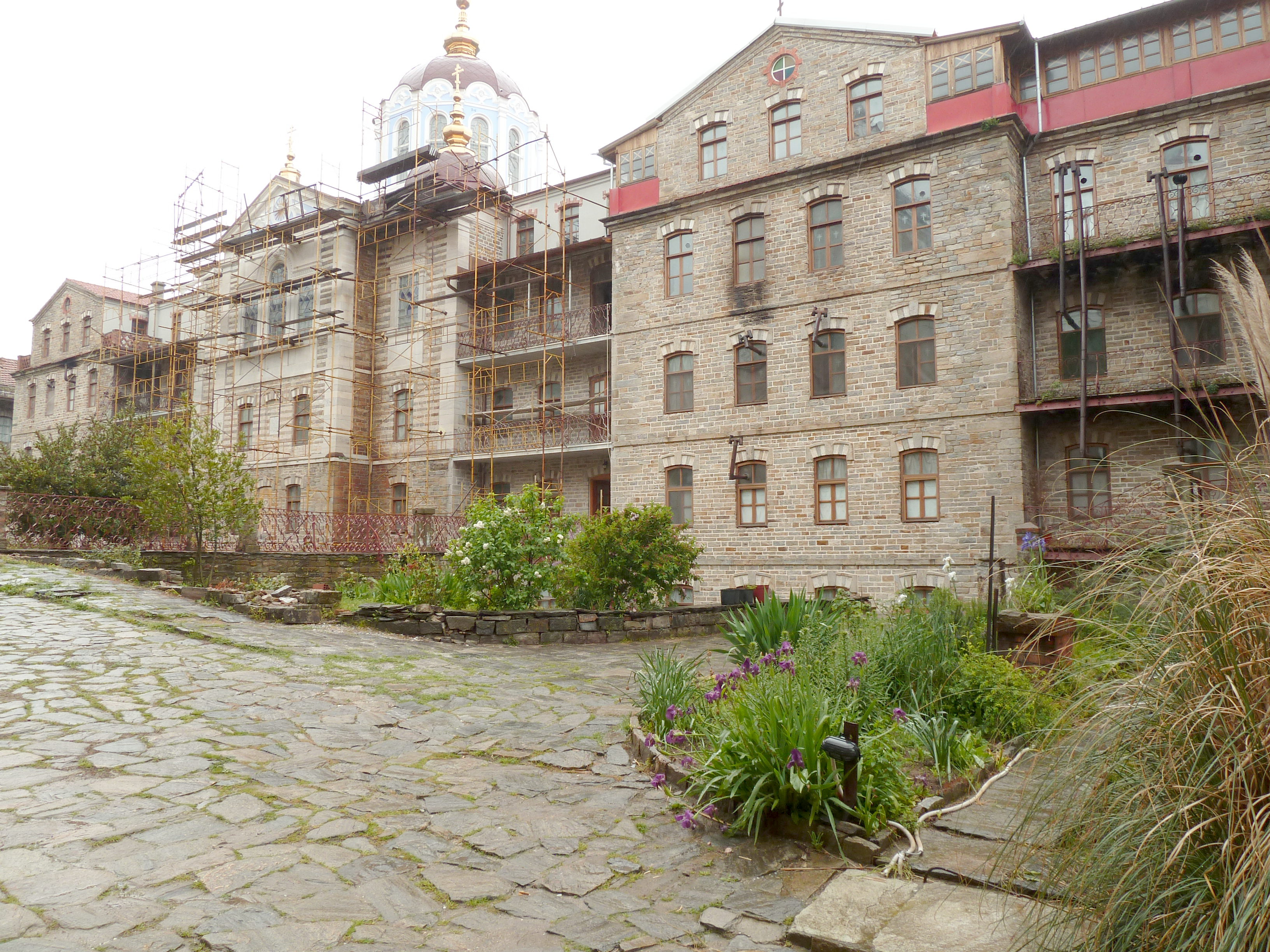
Территория скита, 2011

В 1849 году на Афон прибыл известный ревнитель православия Андрей Николаевич Муравьёв. При его посредничестве келия была возведена в ранг скита, а Ватопедский монастырь при этом предоставил новому скиту право избирать собственного игумена и иметь скитскую печать. А. Н. Муравьёв получил титул ктитора скита. Торжественное открытие скита состоялось 22 октября 1849 года при участии проживающего на покое в Ватопеде адрианопольского митрополита Григория Византийца, который во время литургии возвёл в сан игумена скита Виссариона (Толмачева), вручив ему в качестве благословения икону «В скорбех и печалех Утешение». После этого игумен Вассарион совершил визит к Константинопольскому патриарху Анфиму IV, который выдал ему грамоту на «вечное утверждение нового русского скита». В том же году Андреевский скит получит от монастыря Ватопед устав (Омология), определяющий порядок внутренней жизни скита и его отношение к монастырю Ватопед. Игумен Виссарион сделал многое для благоустройства скита и скончался в 1862 году.

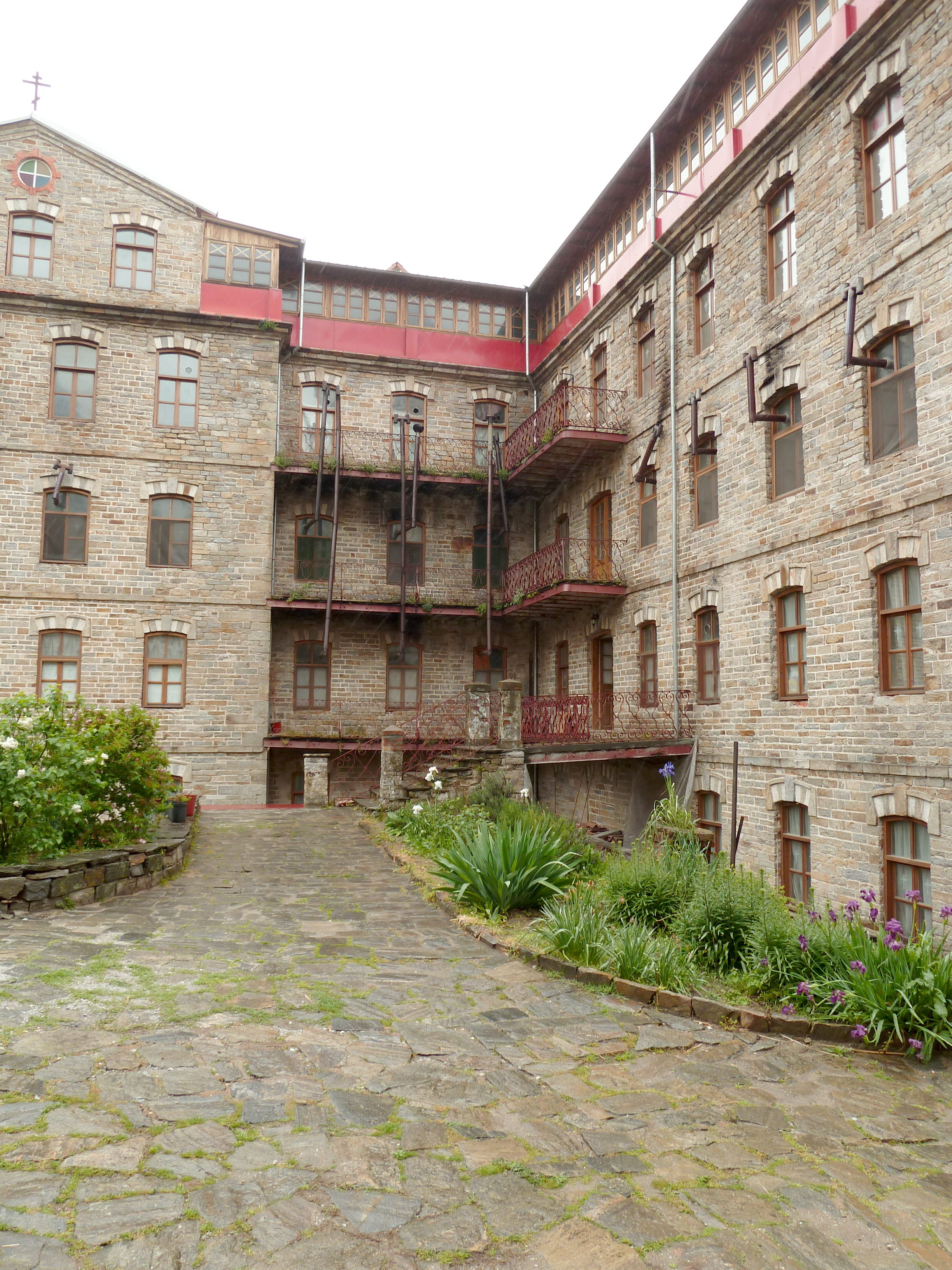
Братские корпуса

Его преемник по управлению скитом игумен Феодорит возглавлял обитель 25 лет, при нём был заложен Андреевский собор, построены величественные корпуса, открыты подворья, а монастырь Ватопед ходатайствовал о возведении игумена Феодорита в сан архимандрита. Патриарх Константинопольский Анфим Иоаннидис наградил архимандрита Феодорита золотым наперстным крестом с украшениями.
В скиту было устроено четырнадцать храмов:
- Древняя во имя апостола Андрея Первозванного и преподобного Антония Великого.
- Древняя в честь Покрова Пресвятой Богородицы
- Церковь во имя святителя Петра Московского
- Соборная церковь в честь иконы Божией Матери «В скорбех и печалех Утешение»
- Трапезная церковь в честь Святой Троицы
- Церковь в честь святителя Иннокентия Иркутского
- Больничная церковь в честь великомученика Пантелеимона
- Церковь в честь Всех афонских святых, двухэтажная на братском кладбище за оградой скита
- Двухэтажная церковь близ кладбища (на первом этаже — в честь Трёх святителей, на втором — святителя Николая)
- Успенская церковь при келии старца-молчальника схимонаха Андрея
- Церковь в честь преподобного Михаила Клопского и святой великомученицы Варвары при келии схимонаха Иннокентия
- Церковь в честь Ильи Пророка при скитской водяной мельнице
- Андреевский собор с приделами в честь Александра Невского и равноапостольной Марии Магдалины (заложен в 1867 году в присутствии Великого князя Алексея Александровича; освящён 16 июля 1900 года патриархом Константинопольским Иоакимом III и епископом Волоколамским Арсением (Стадницким) в присутствии морского министра А. А. Бирилёва и российского посла И. А. Зиновьева).
- Церковь в честь святителя Алексия Московского

В ведении скита имелись обширные сельскохозяйственные угодья, учреждены подворья в Константинополе (с церковью в честь Андрея Первозванного), Салониках, Одессе (с церковью в честь Сергия Радонежского), Ростове на Дону и Санкт-Петербурге (с церковью Благовещения Пресвятой Богородицы). Издавался ежемесячный журнал «Наставления и утешения святой веры христианской» (печатался в Одессе). На 1906 год в скиту проживало около 500 монахов и послушников.
В 1901 году в скиту был похоронен один из главных ктиторов — схимонах Иннокентий (Сибиряков).
31 июля 1913 года произошло нападение российских войск на Андреевский скит. После взятия штурмом Пантелеимонова монастыря, братия Андреевского скита сдалась русским войскам, подвергшись избиениям.

## Игумены
- Виссарион (Толмачев), иеросхимонах (1849—†1862)
- Феодорит (Крестовников), архимандрит (1862—†10 августа 1887, Одесса[1])
- Феоклит (Поздеев), иеросхимонах (апрель 1887—†1891)
- Иосиф (Беляев), архимандрит (3 (16) декабря 1891 — январь 1913)
- Михаил (Дмитриев)
- Митрофан, архимандрит (1920 — †9 марта 1949)
- Ефрем (Гилинис)[вд], архимандрит (18 июля 2001 — †30 марта 2023[2], Салоники)